# Хаджиев, Зелимхан
Зелимхан Хаджиев (род. 20 мая 1994, Солнечное, Дагестан) — французский борец вольного стиля, трёхкратный призёр чемпионатов Европы, победитель и призёр международные турниров, единственный представитель Франции в программе спортивной борьбы на Олимпиаде 2016 года в Рио-де-Жанейро.

## Биография
Чеченец. Вырос и занимался борьбой в чеченском селении Солнечное Хасавюртовского района. В 2004 году его семья покинула родину. Из-за проблем на границе их не пустили в Норвегию и семье пришлось отправиться во Францию. Глава семьи, работавший на родине ветеринаром, из-за того, что его учёная степень не признавалась во Франции, был вынужден работать строителем. Мать, бывшая учительница, вынуждена была работать горничной.
Занимается борьбой в клубе LUTTE CLUB de NICE (LCN) (Ницца). Многократный чемпион Франции среди юношей и юниоров. Чемпион мира среди юниоров 2014 года.
На чемпионате мира 2015 года занял 5-е место, тем самым завоевав право выступать на Олимпиаде 2016 года. На Олимпиаде занял 8 место.
В Каспийске на чемпионате Европы 2018 года завоевал серебряную медаль, уступив в финале турецкому борцу Сонеру Демирташу.
На чемпионате Европы 2019 года в Бухаресте завоевал серебряную медаль, уступив в финале итальянскому борцу Франку Чамисо.
На чемпионате мира 2019 года в Нур-Султане завоевал бронзовую медаль, но был дисквалифицирован из-за нарушения антидопинговых правил.
В феврале 2025 года выиграл крупный международный рейтинговый турнир «Загреб Опен».
В апреле 2025 года на чемпионате Европы в Братиславе в весовой категории до 79 кг завоевал серебряную медаль. В финальной схватке уступил сопернику из России Ахмеду Усманову.

## Спортивные результаты
- Чемпионат Европы по борьбе среди кадетов 2010 — ;
- Чемпионат мира по борьбе 2015 — 5 место.
- Летние Олимпийские игры 2016 — в 1/8 финала проиграл борцу из Японии Сосукэ Такатани[10];
- Чемпионат Франции по борьбе 2017 — [11];
- Первенство Европы по борьбе среди молодёжи 2017 — [12];